# Napoléon Orsini
Pour les articles homonymes, voir Orsini et Napoléon (homonymie).
Napoléon Orsini Frangipani, né en 1263 à Rome et mort le 24 mars 1342 à Avignon, était un homme d'Église italien du Moyen Âge, neveu du pape Nicolas III, qui fut cardinal-diacre au titre de Saint-Adrien (1288-1342).

## Biographie
Napoléon Orsini, fils cadet de Rinaldo Orsini, un frère du pape Nicolas III, naquit à Rome. Il commença sa carrière ecclésiastique comme chanoine des chapitres cathédraux de Paris et de Reims. 
Ce fut Nicolas IV, lors du consistoire du 16 mai 1288, qui lui remit le chapeau de cardinal-diacre de Saint-Adrien.

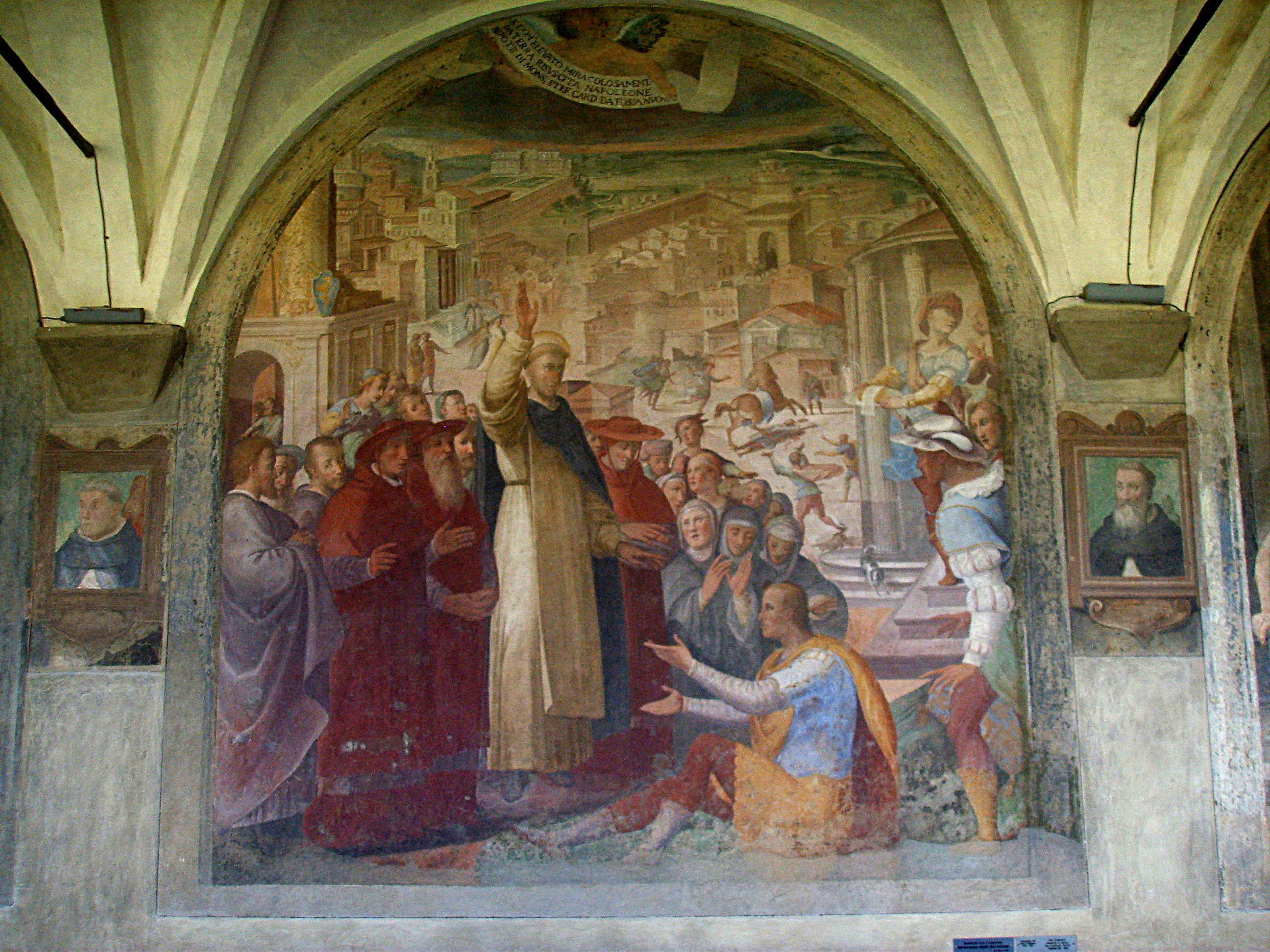
Devant les cardinaux de la famille, Saint Dominique ressuscite Napoleone Orsini, neveu du cardinal Napoléon Orsini. Fresque d'Alessandro Fei dit "le barbier" à Santa Maria Novella de Florence

Dès le 8 mars 1306, Clément V l’envoya en tant que légat pour pacifier l’Italie. Après trois ans de vaines tentatives, le 12 juin 1309, il rejoignit le pape qui s’était installé au couvent des dominicains d’Avignon. Puis il résida à Carpentras où s'était établie la Curie. 

### Ses manœuvres au conclave de Lyon

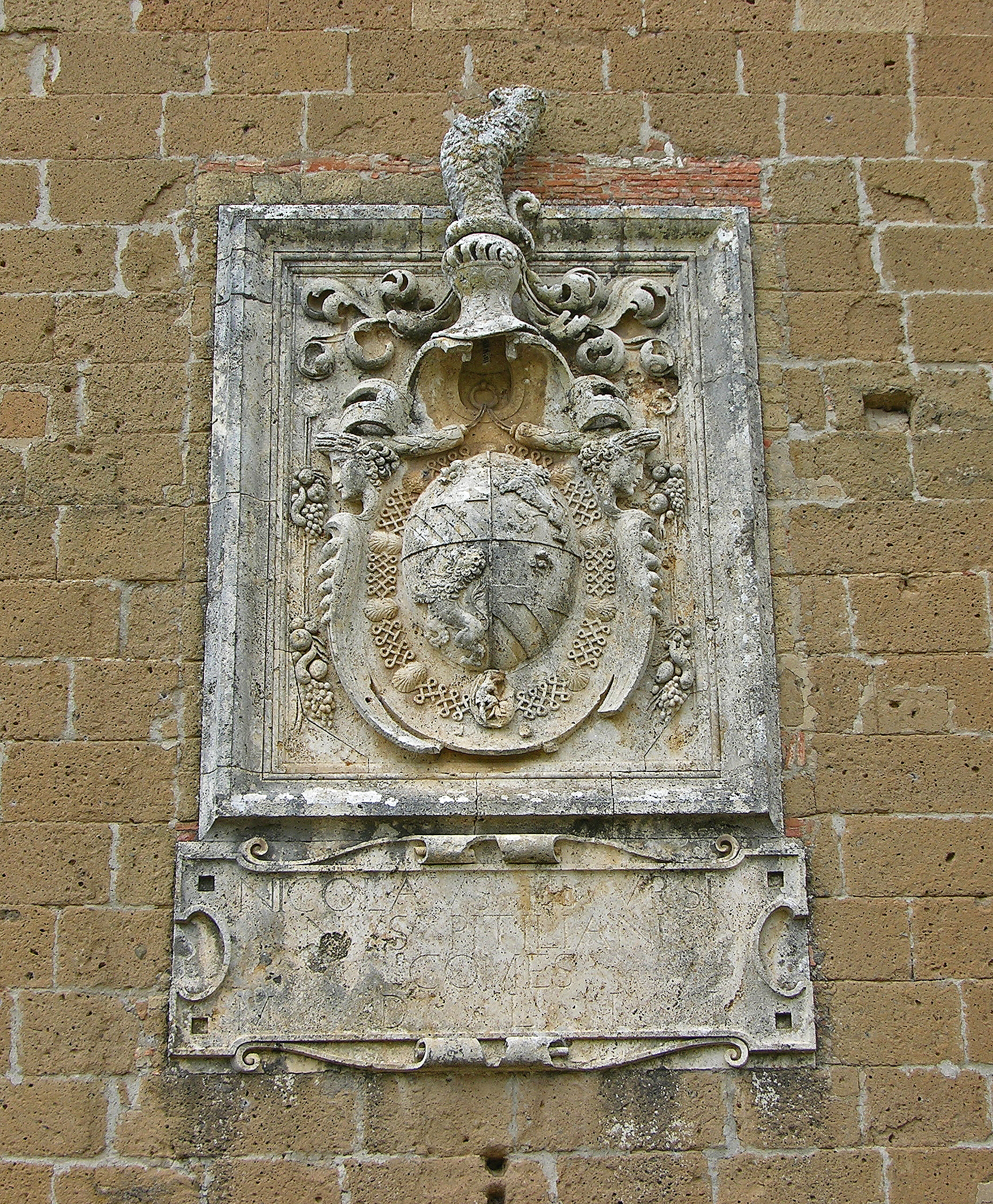
Blason de la famille Orsini : Écartelé en I et en IV bandé de gueules et d'argent au chef d'argent chargé d'une rose de gueules boutonnés d'or, soutenu d'or, en II et en III un lion

Après la mort de Clément V, il fallut attendre deux ans pour réunir un nouveau conclave à Lyon. Il commença ses travaux dans l’église des dominicains, au début du mois de mars 1316, avec un certain mauvais vouloir. Le 28 juin, Philippe V de France, alors régent du royaume de France, fit cerner les cardinaux par les troupes de Guigue de Forez puis murer portes et ouvertures. Le remède sembla radical. 
Cependant, il fallut attendre jusqu’au 7 août 1316, pour que Napoléon Orsini s’entendit avec ses collègues Francesco Caetani et Arnaud de Pellegrue. Les trois cardinaux proposèrent d’élire Jacques Duèze, ancien évêque d’Avignon et cardinal-évêque de Porto.
Philippe V, pour attacher à la France ce fervent partisan du retour de la papauté à Rome, lui offrit de nombreux fiefs en Languedoc et une rente sur le péage de Pont-Saint-Esprit.

### Le protecteur d'Ubertin de Casale
Le torchon brûla rapidement entre le pape et les franciscains exigeant la pauvreté totale de l’Église. Le cardinal Orsini, auquel Jean XXII devait d’être élu, prit sous sa protection Ubertin de Casale, le chef de file des contestataires. Il en fit son pénitencier. 
Au début de l’année 1322, celui-ci fut sollicité par le pape pour lui présenter une relation motivée sur la question de la pauvreté. Ses conclusions ayant été condamnées, prudent, le cardinal Orsini se débarrassa de son encombrant pénitencier en chargeant Ubertin de porter cette décrétale auprès du roi d’Aragon. 

### Sa lutte contre le pape hérétique

Armes de Jean XXII

Jean XXII sema la perturbation dans l’Église avec sa vision béatifique. Tout commença par un sermon, le 1er novembre 1331. Commentant un texte de Bernard de Clairvaux, le pape affirma que les âmes des élus, selon lui, ne jouissaient pas immédiatement de la vision béatifique. On pensa à un lapsus. 
Mais le pontife remit ça quinze jours plus tard en expliquant qu’il fallait attendre le jugement dernier pour que les âmes bénéficient de la vie éternelle. Le dérapage devint inconvenance. D’autant que le 5 janvier 1332, il concluait sa nouvelle orientation théologique en déclarant que les damnés n’iront en enfer qu’après la résurrection des corps. 
Orsini, le cardinal au train de vie le plus opulent du Sacré Collège, lâcha Jean XXII, se rapprocha de ses ennemis les spirituels et l’on parla de destitution. En 1333, Philippe de Majorque, fut même pressenti pour lui succéder. Ce frère de la Pauvre Vie, une branche des fraticelles ou zelanti en Italie, devint le candidat du cardinal Napoléon qui œuvra pour un concile déposant le pape hérétique.

### Le cardinal couronne Benoît XII
Tout se calma avec le décès du pape qui se rétracta sur son lit de mort. Après le conclave d’Avignon qui désigna Benoît XII, ce fut le cardinal Orsini qui eut l’honneur de couronner le nouveau pontife. Dès lors, il se retira le plus souvent dans son hôtel de Villeneuve-lès-Avignon, au pied de la Tour Philippe-le-Bel.
Napoléon Orsini, cardinal à 25 ans, siégea pendant 53 ans et 312 jours dans le Sacré Collège, en devenant le doyen dès 1305, connaissant huit papes différents après avoir joué un rôle décisif dans l'élection de certains d'entre eux.
Il écrivit la biographie de sainte Claire de Montefalco (v. 1268-1308). Il mourut à Avignon le 24 mars 1342 et fut inhumé dans l’église du couvent des franciscains de cette cité.